# Tramète
Taxons concernés
Dans l'ordre des Polyporales
- famille des Hapalopilaceae :
  - genre Trametopsis ;
- famille des Meruliaceae :
  - genre Bjerkandera ;
  - genre Gloeoporus ;
- famille des Polyporaceae :
  - genre Cerioporus ;
  - genre Cerrena ;
  - genre Coriolopsis ;
  - genre Daedaleopsis ;
  - genre Datronia ;
  - genre Datroniella ;
  - genre Funalia ;
  - genre Pycnoporus ;
  - genre Skeletocutis ;
  - genre Trametes ;
  - genre Trichaptum.modifier

Tramète est un nom vernaculaire ambigu désignant en français plusieurs champignons de l'ordre des Polyporales. Ce sont des polypores généralement peu épais, lignicoles et annuels.

## Liste alphabétique

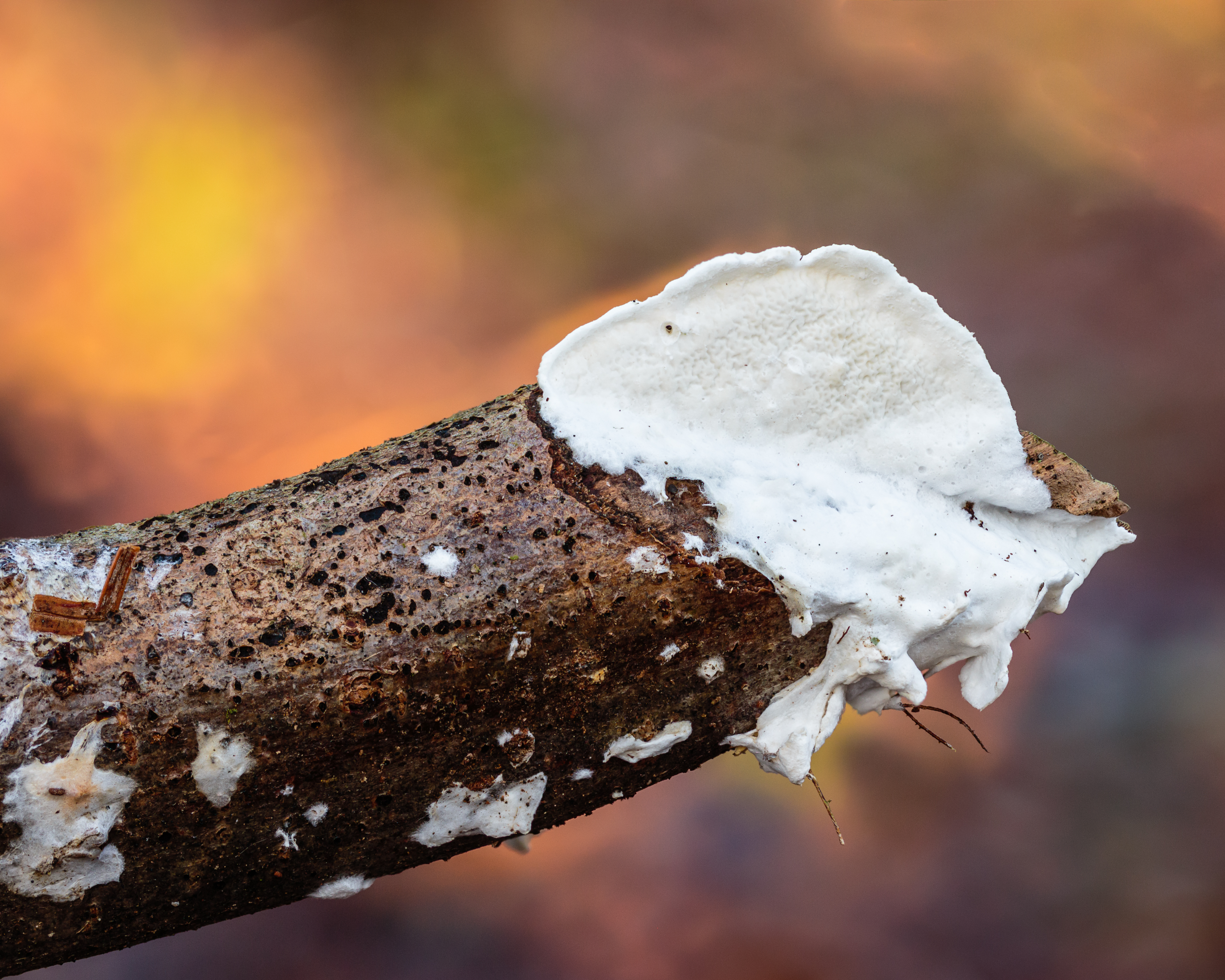
Tramète blanc de neige sur une brindille dans le De Famberhorst, Hollande. Janvier 2022.

- Tramète à ligne noire – Cerrena unicolor[1]
- Tramète à odeur d'abricot – Datronia mollis[1]
- Tramète bicolore – Gloeoporus dichrous[1]
- Tramète blanc de neige – Skeletocutis nivea[1]
- Tramète bossue – Trametes gibbosa[1]
- Tramète brûlée – Bjerkandera adusta[1]
- Tramète cinabre – Pycnoporus cinnabarinus[1]
- Tramète couleur de cerf – Trametopsis cervina[2]
- Tramète coupelle – Trametes conchifer[2]
- Tramète de Gaule – Coriolopsis gallica[2]
- Tramète de Trog – Coriolopsis trogii[2]
- Tramète déchirée – Trichaptum hollii[1]
- Tramète des gaules – Coriolopsis gallica[1]
- Tramète du bouleau – Trametes betulina[2]
- Tramète du chene-liège – Trichaptum biforme[1]
- Tramète du mélèze – Trichaptum laricinum[1]
- Tramète du peuplier – Funalia trogii[1]
- Tramète en bouclier – Datroniella scutellata[2]
- Tramète enfumée – Bjerkandera fumosa[1]
- Tramète faux-stereum – Cerioporus stereoides[2]
- Tramète gibbeuse – Trametes gibbosa[2]
- Tramète hirsute – Trametes hirsuta[1]
- Tramète lilas – Trichaptum abietinum[1]
- Tramète molle – Cerioporus mollis[2]
- Tramète ochracée – Trametes ochracea[2]
- Tramète parfumée – Trametes suaveolens[1]
- Tramète pubescente – Trametes pubescens[1]
- Tramète rougissante – Daedaleopsis confragosa[1]
- Tramète saumonée – Skeletocutis amorpha[1]
- Tramète unicolore – Cerrena unicolor[2]
- Tramète veloutée – Trametes velutina[1]
- Tramète versicolore – Trametes versicolor[1]
- Tramète zonée – Trametes multicolor[1]